# Cárpatos Devín

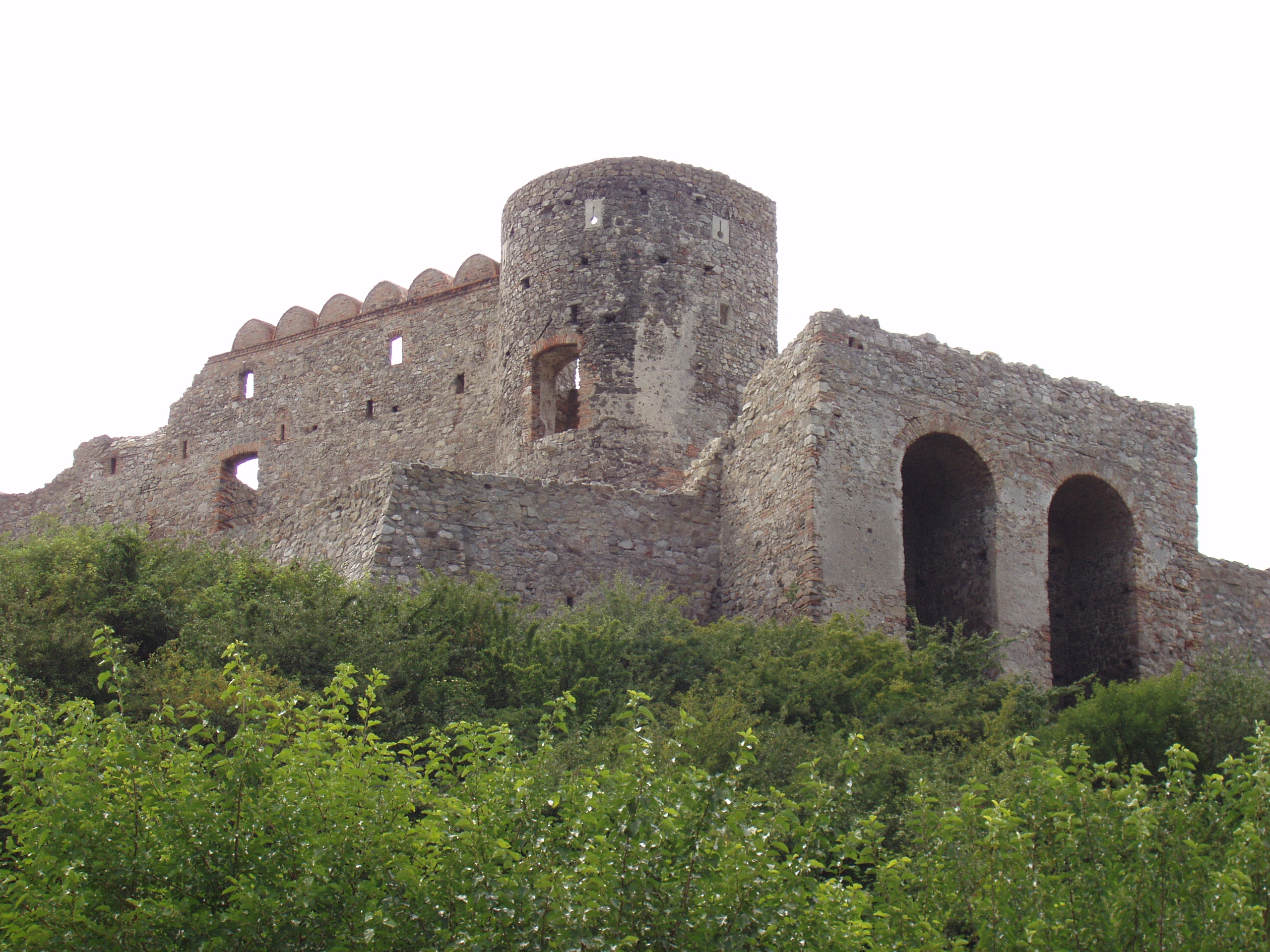
Ruinas del castillo de Devín

Los Cárpatos Devin (en eslovaco: Devínske Karpaty) son una subdivisión de la cordillera de los Pequeños Cárpatos, ubicada enteramente en Bratislava, la capital de Eslovaquia. Limita con los distritos municipales de Devín por el oeste, Devínska Nová Ves por el norte, Dúbravka por el este y Karlova Ves por el sur. 
Su montaña más alta es Devínska Kobyla con 514 m sobre el nivel del mar, es también el punto más alto de Bratislava. Las colinas están en su mayor parte cubiertas de árboles caducifolios y toda la zona está protegida por numerosas reservas naturales, incluidas dos zonas de importancia geológica: Sandberg que contiene arenas y areniscas del océano Paratetis del período Cenozoico y Jezuitské Lesy que contiene la rara pegmatita granítica que contiene minerales de óxido de niobio-tántalo.
Los Cárpatos Devín son famosos por sus castillos, sobre todo el castillo de Bratislava y las ruinas del Castillo de Devín. Las montañas cuentan con numerosos monumentos culturales, cuevas, refugios, un museo geológico al aire libre y un vertedero de residuos químicos. Existe también una base de cohetes abandonada y fortificaciones de artillería conservadas de la época dei Imperio austrohúngaro. Con una densa red de senderos forestales, los Cárpatos Devín junto con el parque forestal de Bratislava son frecuentados por los habitantes de la ciudad y constituyen su principal lugar para la práctica del senderismo, el ciclismo de montaña, el esquí de fondo y el paseo de perros.

## Ubicación
El límite de los Cárpatos Devín es la frontera eslovaco-austríaca entre los ríos Morava y Danubio en el oeste, la carretera que conecta Devínska Nová Ves y Dúbravka en el norte, la carretera que conecta Dúbravka con el cruce en Patrónka en el noroeste y en el este, y la dolina Mlynská en el sur. La cordillera se encuentra dentro de los límites administrativos de Bratislava.

## División
Los Cárpatos Devín están divididos en cuatro áreas geomorfológicas, separadas por una serie de fallas:
- Estribaciones de Bratislava (en eslovaco: Bratislavské predhorie)
- Puerta Devín (en eslovaco: Devínska brána)
- Devínska Kobyla (en eslovaco: Devínska Kobyla)
- Puerta Lamač (en eslovaco: Lamačská brána)

### Cumbres más altas
- Devínska Kobyla - 514 metros AMSL
- Švábsky vrch - 360 metros AMSL
- V06040801 - 358 metros AMSL
- Dúbravská Hlavica - 357 metros AMSL
- Hrubý Breh - 316 metros AMSL
- Kráľov vrch - 284 metros AMSL
- Sitina - 264 metros AMSL
- Brižite - 257 metros AMSL
- Castillo de Devín - 212 metros AMSL

## Descripción

### Geomorfología
Los Cárpatos de Devín se formaron en la era Paleozoica (parte sudeste), en la era Mesozoica y en la era Cenozoica.
Hay cinco cuevas en los Cárpatos Devín: la cueva Abrázna, cueva J06041401, cueva J06041402, cueva Medzivrstvová (nombre original: Zlepencová jaskyňa) y cueva Štokeravská vápenka (nombre original: Stockerau). La cueva Abrázna es una cueva kárstica de 10 metros de largo. Se formó como resultado del modelado costero realizado por un mar prehistórico del Cenozoico y, como todas las demás, no es accesible al público. Se supone que es la cueva más occidental de Eslovaquia, aunque en realidad lo es la cueva J06041401. Ninguna de las cuevas está abierta al público.
Los ríos que nacen en los Cárpatos de Devín son: el Čierny potok y el Mokrý jarok (también llamado Mokrý potok), este último es un corto arroyo que se origina en la montaña Devínska Kobyla, drenando su parte sudeste. 

### Áreas notables

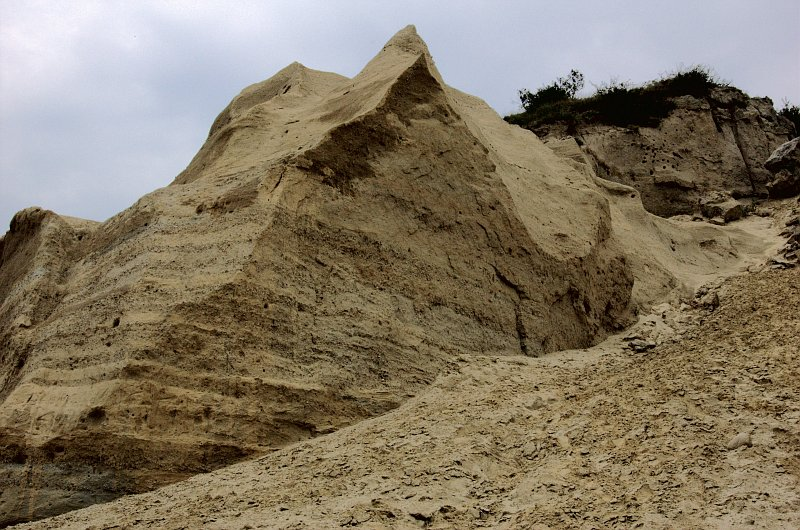
Montaña Sandberg

- Base militar de cohetes abandonada  (eslovaco: Rádiotechnická hláska protivzdušnej obrany štátu) situada en la cumbre de Devínska Kobyla.
- Sandberg es una colina de arenisca que contiene un sitio paleontológico importante, famoso por sus dientes de tiburón y huesos de focas, ballenas y monos antiguos.
- El serbal (Sorbus domestica) de Devín es un árbol protegido, raro en Europa. Este espécimen tiene 80 años y 10 metros de altura. El árbol está situadol en los viñedos sobre el castillo de Devín.
- Srdce (español: corazón) es una antigua cantera llamada así por su forma. Contiene un vertedero químico de desechos de asfalto artificial de la bombardeada refinería Apolo, creada en 1963 por la refinería Slovnaft de Bratislava.

### Áreas protegidas
Casi toda el área de la cordillera está protegida por la Zona de Paisaje Protegido de los Pequeños Cárpatos. Una pequeña zona de 650 ha está protegida por la red de áreas protegidas de la Unión Europea Natura 2000. Además, la ley eslovaca protege las siguientes áreas dentro de la cordillera:
- Reserva nacional de la naturaleza Devínska Kobyla (NPR Devínska Kobyla)
- Monumento natural nacional Castillo de Roca Devín  (NPP Devínska hradná skala)
- Monumento cultural nacional Castillo de Devín (NKP Devín - Slovanské hradisko)
- Monumento cultural nacional Villa Rustica (NKP Villa Rustica)
- Monumento natural estepa de bosque Devín  (PP Devínska lesostep)
- Reserva de naturaleza valle de Fialková  (PR Fialková dolina)
- Reserva de naturaleza Štokeravská vápenka (PR Štokeravská vápenka)
- Reserva de naturaleza isla Slovanský  (PR Slovanský ostrov)
- Área protegida Lesné diely (CHA Lesné diely)
- Árbol protegido Sorbus domestica de Devín (CHS Devínska oskoruša)